# Яни Хаджипаскалев
 Тази статия е за хрупищкия деец на ВМОРО.  За ксантийския вижте Янаки Паскалев.  
Яни Хаджипаскалев или Паскалев (изписване до 1945 година: Яни хаджи Паскалевъ) е български революционер, деец на Вътрешната македоно-одринска революционна организация, лидер на българското църковно-учебно движение в Хрупища.

## Биография
Паскалев е роден в костурското село Жужелци, тогава в Османската империя (днес Спилеа, Гърция). Семейството му се изселва в Хрупища, още докато Яни и брат му Димитър са деца. Баща им умира рано и двамата братя са отгледани от чичо им хаджи Никола. И тримата са сред активните дейци на българската партия в Хрупища. Яни завършва хрупищкото гръцко училище и гръцката гимназия в Цотили. Димитър (известен като Калюеро) става зет на Кирязо Аргиров. При избухването на Илинденско-Преображенското въстание в 1903 година Яни Хаджипаскалев става четник в отряда на Васил Чекаларов и участва в похода срещу албанските села в Колонията, като заедно с Георги Христов успяват да наложат да не бъде ограбено влашкото село Денско. Заловен е от властите. Според османските документи Яне, син на Хаджи Паскал е българин, православен, обвинен, че „бил заедно с българските разбойници, които по време на бунта ги убили Камил и Али от Желегоже“, задържан е от Извънредния съд в Костурския затвор, амнистиран с общата амнистия от 12 април 1904 година.
Установява се в Окчилар, Ксантийско, където с брат си имат воденица, а по-късно се връща в Хрупища. След Младотурската революция е отвлечен заедно със сина на брат си Димитър и убит.
Георги Христов пише за Паскалев:
| „ | ... отличаващ се със своята предвидливост и далновидност, със своя хладен разум, с непоколебима воля и твърд характер, увенча своята плодовита национална и революционна легална борба с въстаническа. | “ |